# Dolina Aoste
Dolina Aoste (v italijanščini  Valle d'Aosta, v francoščini Vallée d'Aoste, v arpitanščini Val d’Oûta) je ena od dvajsetih dežel, ki sestavljajo Italijo in ena od petih s posebnim statutom ter najmanjša po številu prebivalcev in površini, s središčem v glavnem mestu, Aosti. Meji na severu s Švico, na zahodu s Francijo, na jugu in na vzhodu z deželo Piemont. Je edina italijanska dežela, ki se ne deli na pokrajine, ker je bila administracija vključena v pristojnosti dežele ali občin. V deželi je tudi znano zimskošportno središče Courmayeur.

## Zemljepisna lega in podnebje
Dolina Aoste je popolnoma gorata dežela, saj se nahaja v njenih mejah najvišja evropska gora Monte Bianco ali Mont Blanc (4810 m), pa tudi drugi alpski štiritisočaki: Monte Rosa (4634 m), Cervino ali Cervin (4478 m), Grandes Jorasses (4208 m), Dent d'Hérens (4179 m), Gran Paradiso ali Grand-Paradis (4061 m). Južni del dežele zavzema narodni park Gran Paradiso, ki je bil ustanovljen že leta 1922 in pokriva (skupaj s piemontskim delom) več kot 70 km² površine. Prebivalstvo je najgosteje poseljeno vzdolž reke Dora Baltea (Doire Baltée) in v ostalih manjših dolinah ledeniškega izvora, ki so značilne za to pokrajino.  
Aosta leži na stičišču dveh glavnih transalpskih magistralnih cest, SS 26, ki povezuje mesto Chivasso na Mali Sveti Bernard na meji med Italijo in Francijo, in SS 27, ki povezuje mesto Aosta na Veliki Sveti Bernard na švicarski meji. Skozi Aosto poteka tudi avtocesta A5 Torino-Courmayeur, ki se nadaljuje skozi znameniti predor pod Mont Blancom v Francijo.
Železniška postaja je bila zgrajena leta 1886 in je del Chivasso-Ivrea-Aosta železnice. Avtobusi povezujejo mesto Aosta z bližnjimi dolinami in na območja zunaj regije, vključno s Torinom, Milanom, Chamonixom (Francija) in Martignyjem (Švica).
Podnebje je povsod tipično alpsko, s hudimi zimami in hladnimi poletji. Dolina Dore Baltee nudi zaradi svoje obsežnosti nekoliko milejše podnebje. Padavin je obilno, predvsem snega.
- Mont Blanc
- Jezero Bleu[5] in Matterhorn
- Mount Castor

## Zgodovina
Čeprav izkopanine pričajo, da je bila dolina Aoste naseljena že 3000 let pr. n. št., segajo prvi zgodovinski podatki v leto 25 pr. n. št., ko so Rimljani tukaj ustanovili postojanko Augusta Praetoria (današnje mesto Aosta/Aoste|Aosta), da bi si s tem zagotovili nadzor nad prelazoma Malega in Velikega Svetega Bernarda. Prav zaradi tega strateškega položaja so si potem skozi stoletja prilaščali dolino Aoste mnogi zavojevalci, tako Burgundi v 5. stoletju, Ostrogoti, Bizantinci in Langobardi v 6. stoletju, Franki v 8. stol. in končno Savojci na začetku 11. stoletja. Ti so dopuščali domačinom veliko avtonomijo, saj so jim že leta 1536 dovolili popolno upravno samostojnost. Zato je tudi ob združitvi z ostalo Italijo (1861) dežela zahtevala in prejela posebne pravice. Za časa fašizma so bile te pravice ukinjene, francoski jezik je bil prepovedan in administracija je prešla pod upravo mesta Torino. Republika je leta 1945 proglasila dolino Aoste za deželo in leta 1948 za deželo s posebnim statutom.

## Jezik
Ustavni zakon 26. februarja 1948 določa: »V deželi Dolina Aoste je francoščina enakopravna italijanščini. Javne listine so lahko sestavljene v enem ali drugem jeziku, razen odločb sodnih oblasti, ki se izdajo v italijanščini. ... V šolah vsake vrste in stopnje, ki so odvisne od Pokrajine, je za poučevanje francoščine predvideno isto število tedenskih ur kot za poučevanje italijanščine. Nekateri predmeti se smejo poučevati v francoščini. ... Nemško govoreči, ki jih je Dežela priznala v občinah doline Lysa, imajo pravico, da se njihove jezikovne in kulturne značilnosti in tradicije zaščitijo. Zagotavlja se jim šolska izobrazba v nemščini, s prilagoditvami lokalnim potrebam.«
Na ta način je Republika izrecno dovolila popolno dvojezičnost deželi Dolina Aoste. Pripomniti je treba, da je povsod govora o francoščini, medtem ko jezik Aoste praviloma ni francoščina, temveč njen 'sorodnik' frankoprovansalščina ali arpitanščina. Gre pa v glavnem za razčlenitev, ki je sad poznejših raziskav, po katerih je arpitanščina ali frankoprovansalščina na istem jezikovnem nivoju kot francoščina, čeprav pred nekaj desetletji izvedenci niso delali razlike med jezikoma.
Prebivalci v dolini reke Lys, ki jih zakon omenja, so znani pod imenom walser (iz nemškega Walliser = prebivalec doline). Govorijo nemško narečje in so potomci priseljencev iz okolice današnjega Berna v Švici, ki so prišli v Italijo in Avstrijo v dveh skupinah, prvič v 8., drugič v 13. stoletju. To narečje še danes govori okoli 17.000 oseb, od katerih približno 3500 v Italiji. 

## Gospodarstvo
Čeprav je zaradi visokih gora več kot tretjina površine neprimerna za obdelovanje, je bila dežela do nedavnega v celoti odvisna od kmetijstva in živinoreje, kar je navajalo mladino, da si je iskala donosnejše zaposlitve v Švici in Franciji. Ko je bil francoski jezik prepovedan, se je tudi zaradi gmotnih težav odselila večina francosko govorečih. Šele po drugi svetovni vojni so dolino Aoste odkrili turisti in s tem omogočili dotok kapitala, s katerim se je nato tudi lokalno kmetijstvo povzdignilo na moderne standarde. Povojna ekonomska rast sosednjih dežel je narekovala potrebo po turističnih objektih in Dolina Aoste se je prva odzvala z visokokvalitetno ponudbo. Tako je prišlo do izrednega turističnega in industrijskega razvoja, ki je povzročil celo precejšnjo imigracijo. Danes je Dolina Aoste najbogatejša med italijanskimi deželami. Poleg turizma, industrije in izkoriščanja vodne energije je še vedno kmetijstvo eden glavnih gospodarskih dejavnikov. Glavne kulture so krompir, vinska trta in sadno drevje (jabolka). Na visokih planotah se intenzivno redijo predvsem krave mlekarice za proizvodnjo sira.

## Naravne zanimivosti
Dežela ima več zaščitenih področij:
- Narodni park Gran Paradiso (Parco nazionale del Gran Paradiso / Parc national du Grand-Paradis)
- Regijski park Mont Avic (Parco naturale del Mont Avic / Parc naturel du Mont Avic)
- Naravni rezervat Côte de Gargantua (Riserva naturale Côte de Gargantua/Réserve naturelle Côte de Gargantua)
- Naravni rezervat Lago di Villa (Riserva naturale Lago di Villa/Réserve naturelle du Lac de Ville)
- Naravni rezervat Lolair (Riserva naturale Lolair/Réserve naturelle de Lolair)
- Mokrišče Lozon (Riserva naturale Lozon/Réserve naturelle du Lozon)
- Mokrišče Marais (Riserva naturale Marais/Réserve naturelle du Marais)
- Naravni rezervat Mont Mars (Riserva naturale Mont Mars/Réserve naturelle du Mont Mars)
- Mokrišče Stagno di Holey (Riserva naturale Stagno di Holey/Réserve naturelle de l'étang de Holey)
- Naravni rezervat Tzatelet (Riserva naturale Tzatelet/Réserve naturelle de Tzatelet)
- Naravni rezervat Les Iles (Riserva naturale Les Îles/Réserve naturelle des Îles)